# Одноразовый корабль
Одноразовый корабль (англ. disposable ship, также называемый raft ship или timber ship) — морское судно, собранное из крупных брёвен с целью сделать только один рейс из Северной Америки в Англию, где впоследствии оно было бы разобрано для продажи древесины британским судостроителям.

## История
В первой половине XIX века повышение таможенных пошлин на ввоз в Великобританию древесины (достигавшие 275 %) привело к тому, что некоторые канадские и американские экспортёры стали строить огромные одноразовые суда из этой древесины простой конструкции, достаточной для однократного пересечения Атлантического океана. В обратном рейсе такого судна необходимости не было — оно разбиралось на брёвна.
Обычно объём полезного груза такого корабля составлял одну десятую от объёма древесины, из которой он был сделан. Для устойчивости и надлежащего дифферента судна использовались балластные камни, не имеющие коммерческой ценности.
Одним из самых больших одноразовых судов, когда-либо построенных, был парусный корабль под названием «Барон Ренфрю» Спущенный на воду в июне 1825 года, 5294-тонный корабль потерпел крушение, когда его буксировали в Лондон во время шторма. Хотя отчеты того времени расходятся, большинство из них указывает на то, что древесина судна не была утеряна и была продана, так что предприятие в конечном итоге было успешным.
Когда британский налог на лесные грузы был изменён, экономическая выгода использования таких кораблей уменьшилась, и вскоре их строительство было прекращено.